# アルボラン島
アルボラン島（Isla de Alborán）は、地中海西部のアルボラン海に浮かぶ島である。スペイン本土から約90 km、モロッコから約50 kmの位置にある。スペイン領であり、行政上はアルメリア市に属している。

## 島内
アルボラン島は、赤みのかかった岩の小島で、島の長さは550 m、幅は290 mである。火山性の島だが、島の最高峰ですら20 mほどに過ぎず、ほぼ平らで、島の周囲は切り立った海岸になっている。島内はスペイン海軍の基地と灯台が設置されている。定住人口は21人で、全てスペインの軍人である。
現在、アルボラン島の行政はアルメリア市が受け持っている。しかし、島に設置されている燈台は、国際港であるマラガ港が管理している。

## 歴史
アルボランという名は、チュニジアの海賊であったムスタファ・ベン・ユースフ・エル・マグムズ・エド・ディン（Mustafá ben Yusuf el Magmuz ed Din、別名アル＝ボラニAl-Borany）がつけた名称である、アル＝ボラニ島に由来する。なお、アル＝ボラニとはトルコ語で「嵐」を意味する他に、野菜を使ったアラビア料理のアル＝ボラニア（Al-Borania）を指す。この島を、彼は一時の隠れ家にしたり、ジブラルタル海峡を通る商船を襲撃する際の足がかりとしていた。また、後世には、オスマン帝国がアルメリア沿岸へ攻撃を仕掛ける際の前線基地となった。
1540年10月1日には、スペイン・アルマダ艦隊と海賊の初期の海戦の1つである、アルボラン島の海戦が起きた。
1884年5月9日に、スペイン王アルフォンソ12世により、島はアルメリア県へと併合された。1年後に内戦が終結し、スペイン海軍がアルボラン島へ駐屯するようになった。